# Peter Lüscher
Pour les articles homonymes, voir Lüscher.
Peter Lüscher, né le 14 octobre 1956 à Romanshorn, est un skieur alpin suisse, premier athlète de son pays à gagner la Coupe du monde de ski alpin, au terme de la saison 1978-1979. il a met fin à sa carrière sportive à l'issue de la saison 1985.

## Biographie
Peter Lüscher a commencé sa carrière par le ski nautique. En 1969, il est sacré champion d'Europe dauphin M14 en France. Sept fois, il remporte les championnats de Suisse élites de ski nautique puis en 1975, il opte pour le ski alpin. Lors de la saison 1978-1979, il met un terme à la série d'Ingemar Stenmark (trois gros globes de cristal gagnés consécutivement) et devient le premier suisse à remporter la Coupe du monde de ski alpin. Durant cet hiver-là, Lüscher est très régulier avec trois victoires (deux combinés et un slalom) et sept podiums, sa polyvalence lui permet de marquer des points en géant, slalom et combiné. Il fait un pas décisif vers le globe de cristal à Garmisch grâce à des succès en slalom et en combiné.
Sa carrière prend fin en 1985 sur les pentes de Bad Kleinkirchheim à la suite d'une chute. Un accident lourd de conséquence car son genou droit a été gravement blessé. En 1986, il se marie avec la skieuse française Fabienne Serrat, ils ont deux enfants, Iris et Tim.

## Palmarès

### Jeux olympiques
| Édition / Épreuve   | Descente | Slalom géant | Slalom  |
| ------------------- | -------- | ------------ | ------- |
| JO 1976 Innsbruck   | —        | —            | 8e      |
| JO 1980 Lake Placid | —        | Abandon      | Abandon |

### Championnats du monde
| Épreuve / Édition                    | Descente | Slalom géant | Slalom  | Combiné |
| JO 1976 Innsbruck                    | —        | —            | 8e      | —       |
| Mondiaux 1978 Garmisch-Partenkirchen | —        | 7e           | Abandon | —       |
| JO 1980 Lake Placid                  | —        | Abandon      | Abandon | —       |
| Mondiaux 1982 Schladming             | —        | —            | —       | Argent  |
| Mondiaux 1985 Bormio                 | —        | —            | —       | Abandon |

### Coupe du monde
- Vainqueur du classement général en 1979
  - 6 victoires : 1 descente, 1 super-G, 1 slalom et 3 combinés
  - 25 podiums

#### Différents classements en Coupe du monde
| Année/Classement | Année/Classement | Général | Général | Descente | Descente | Slalom | Slalom | Géant  | Géant  | Combiné | Combiné |
| ---------------- | ---------------- | ------- | ------- | -------- | -------- | ------ | ------ | ------ | ------ | ------- | ------- |
| Année/Classement | Année/Classement | Class.  | Points  | Class.   | Points   | Class. | Points | Class. | Points | Class.  | Points  |
| 1975             | 1975             | 52e     | 4       | -        | -        | -      | -      | -      | -      | -       | -       |
| 1976             | 1976             | 25e     | 31      | 17e      | 11       | 19e    | 3      | 14e    | 6      | 8e      | 11      |
| 1977             | 1977             | 36e     | 24      | 25e      | 1        | 24e    | 1      | 14e    | 6      | -       | -       |
| 1978             | 1978             | 16e     | 40      | -        | -        | 13e    | 15     | 6e     | 30     | -       | -       |
| 1979             | 1979             | 1er     | 186     | -        | -        | 6e     | 72     | 2e     | 104    | -       | -       |
| 1980             | 1980             | 9e      | 87      | -        | -        | 26e    | 11     | 11e    | 39     | 4e      | 37      |
| 1981             | 1981             | 58e     | 17      | 34e      | 7        | -      | -      | -      | -      | 20e     | 10      |
| 1982             | 1982             | 28e     | 46      | 28e      | 8        | 34e    | 3      | 27e    | 11     | 9e      | 24      |
| 1983             | 1983             | 5e      | 164     | 5e       | 72       | -      | -      | 7e     | 51     | 2e      | 52      |
| 1984             | 1984             | 55e     | 23      | 27e      | 8        | -      | -      | -      | -      | 11e     | 15      |
| 1985             | 1985             | 16e     | 92      | 14e      | 41       | -      | -      | 31e    | 12     | 4e      | 39      |

#### Détail des victoires
| Édition / Épreuve | Descente    | Super-G  | Slalom   | Combiné                          | Total |
| 1979              | -           | -        | Garmisch | Schladming Garmisch              | 3     |
| 1980              | -           | -        | -        | Val Gardena/Madonna di Campiglio | 1     |
| 1983              | Sankt Anton | Garmisch | -        | -                                | 2     |
| Total             | 1           | 1        | 1        | 3                                | 6     |

### Arlberg-Kandahar
- K de diamant
- Vainqueur du Kandahar 1979 à Garmisch
  - Vainqueur de la descente 1983 à Sankt Anton
  - Vainqueur du slalom 1979 à Garmisch

## Référence
1. ↑  Le Nouvelliste 6 février 2009